# Proasellus italicus
Proasellus italicus är en kräftdjursart som beskrevs av Dudich 1925. Proasellus italicus ingår i släktet Proasellus och familjen sötvattensgråsuggor.

## Underarter
Arten delas in i följande underarter:
- P. i. perarmatus
- P. i. leucadius
- P. i. epiroticus
- P. i. corcyraeus
- P. i. cephallenus